# Скоттсвілл (Вірджинія)
Скоттсвілл (англ. Scottsville) — місто (англ. town) в США, в округах Албемарл і Флуванна штату Вірджинія. Населення — 524 особи (2020).

## Географія
Скоттсвілл розташований за координатами 37°48′43″ пн. ш. 78°29′16″ зх. д. / 37.81194° пн. ш. 78.48778° зх. д. (37.811873, -78.487674).  За даними Бюро перепису населення США в 2010 році місто мало площу 3,99 км², з яких 3,96 км² — суходіл та 0,03 км² — водойми.

## Демографія
Згідно з переписом 2010 року, у місті мешкало 566 осіб у 281 домогосподарстві у складі 136 родин. Густота населення становила 142 особи/км².  Було 308 помешкань (77/км²).
Расовий склад населення:
| - 91,3 % — білих - 5,7 % — чорних або афроамериканців - 1,1 % — азіатів - 0,2 % — вихідців з тихоокеанських островів |

До двох чи більше рас належало 1,4 %. Частка іспаномовних становила 1,8 % від усіх жителів.
За віковим діапазоном населення розподілялося таким чином: 18,4 % — особи молодші 18 років, 61,8 % — особи у віці 18—64 років, 19,8 % — особи у віці 65 років та старші. Медіана віку мешканця становила 43,0 року. На 100 осіб жіночої статі у місті припадало 95,8 чоловіків;  на 100 жінок у віці від 18 років та старших — 89,3 чоловіків також старших 18 років.
Середній дохід на одне домашнє господарство  становив 53 764 долари США (медіана — 43 036), а середній дохід на одну сім'ю — 71 548 доларів (медіана — 69 643). Медіана доходів становила 33 250 доларів для чоловіків та 48 750 доларів для жінок. За межею бідності перебувало 19,0 % осіб, у тому числі 10,6 % дітей у віці до 18 років та 34,9 % осіб у віці 65 років та старших.
Цивільне працевлаштоване населення становило 285 осіб. Основні галузі зайнятості: освіта, охорона здоров'я та соціальна допомога — 36,1 %, роздрібна торгівля — 14,7 %, будівництво — 12,3 %.